# Estación de Ortuella
Ortuella es una estación de ferrocarril situada en el municipio español homónimo, en la provincia de Vizcaya, comunidad autónoma del País Vasco. Forma parte de la línea C-2 de la red de Cercanías Bilbao operada por Renfe.

## Situación ferroviaria
Se encuentra en el punto kilométrico 7,3 de la línea férrea de ancho ibérico que une Baracaldo con Musques, a 62 metros de altitud.

## Historia
La estación de Ortuella tiene su origen en el Ferrocarril de Triano, propiedad de la Diputación de Vizcaya. Este trazado que dio sus primeros pasos en 1865, siendo proyectado con clara vocación industrial. Esto cambiaría en 1889, cuando la línea se enlazó en Baracaldo con el trazado Portugalete-Bilbao y empezó desde ese momento a transportar viajeros.  En 1941, con la nacionalización de la red ferroviaria de ancho ibérico, la estación pasó a manos de RENFE.
Desde el 31 de diciembre de 2004, Adif es la titular de las instalaciones.

## Servicios ferroviarios

### Cercanías
Los trenes de la línea C-2 de la red de Cercanías Bilbao que opera Renfe tienen parada en la estación. Entre semanas la frecuencia media es de un tren cada treinta minutos.
| procedencia/destino | < estación      | Línea | estación > | destino/procedencia |
| ------------------- | --------------- | ----- | ---------- | ------------------- |
| Bilbao Abando       | Sagrada Familia |       | Gallarta   | Musques             |